# Le Chien de Montargis, ou la Forêt de Bondy

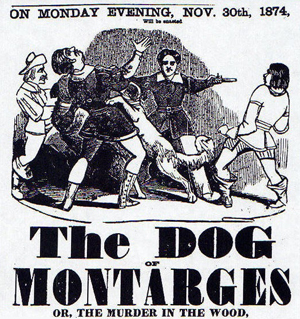
Teateraffisch från ett brittiskt uppförande 1874.

Le Chien de Montargis, ou la Forêt de Bondy (engelska: The Dog of Montargis, or Murder in the Wood; tyska: Der Hund des Aubry, oder der Wald bei Bondy; svenska Den trogne hunden) är en melodram av Guilbert de Pixérécourt. Urpremiären ägde rum 18 juni 1814 på Théâtre de la Gaîté i Paris. Intrigen grundar sig på en myt från 1300-talet. En av Karl V:s av Frankrike riddare, Aubry de Montdidier, mördas 1371 av sin rival, Robert Macaire, i en skog nära Bondy. Aubrys hund, som är enda "vittnet", lyckas rikta misstankarna mot Macaire. Kungen beslutar att det är Guds vilja att hunden och Macaire skall mötas i duell.
Pjäsen, som gjorde succé runtom i Frankrike och Tyskland, är för eftervärlden mest känd för att uppförandet på hovteatern i Weimar 1817 fick Johann Wolfgang von Goethe att avgå som teaterdirektör, då han inte ville låta en pudel uppträda på teatern, en uppfattning som överprövades av hovet och storhertig Karl August av Sachsen-Weimar.
Pjäsen hade svensk premiär på Dramaten 1822.